# Arroçu
Arroçu (en fon, Ahosu ) était le titre utilisé par la royauté fon des royaumes d'Aladá et du Dahomey.  Ses détenteurs étaient des figures presque divines qui apparaissaient rarement en public et dont les paroles étaient relayées par des interprètes. À certaines périodes de l’année, il était même interdit au peuple de voir leur visage. N'étant censés ni manger ni boire en public, même en présence d’étrangers, ils portaient un voile. Tous devaient tribu à l'Arroçu, maître de tous les biens et richesses (docunom) du royaume, décidant de toutes les affaires (semedô) et omnipotent (dada).  Cependant, pour justifier sa position de docunom, il devait faire preuve de générosité et de prodigalité, en exhibant ses richesses et en distribuant des présents. L'ombrelle était l'un des symboles du pouvoir de l'Arroçu et de certains dirigeants, mais personne n'était autorisé à en avoir un plus riche que celui de l'Arroçu. 
Lorsqu’il éternuait, on réagissait à l'évènement par un concert d’éloges. Ses sécrétions ne devant tomber au sol ni être piétinées, elles étaient recueillies dans un récipient spécifique, avant d'être enterrées la nuit dans un emplacement désigné. Comme ses cheveux étaient tenus pour imprégnés de pouvoir, ils étaient régulièrement coupés, mais toujours par la même femme, et les chutes étaient jetées dans une fosse spéciale avec l'eau de son bain. À sa mort, les cortèges funéraires duraient plus longtemps que ceux du commun. Le défunt était accompagné de femmes et de serviteurs choisis pour prendre soin de lui. 